# Wahlenbergia erecta
Wahlenbergia erecta là loài thực vật có hoa trong họ Hoa chuông. Loài này được (Roth ex Schult.) Tuyn miêu tả khoa học đầu tiên năm 1960.